# Idiomas da Bolívia
Na Bolívia, são falados o espanhol, quechua, aimara, guaraní e uma variedade de línguas indígenas de menor uso. Durante o Censo de 2001, 47% da população declarou falar alguma língua indígena, enquanto 36% a tinha como língua materna. Mais de trinta e três por cento (33,2%) da população era bilíngue, em contraste com os 11,6% de monolingues indígenas e os 49,8% de hispanofalantes monolingües.
No altiplano e nas regiões subandinas, os idiomas falados são o aimara e o quechua sureño, além do chipaya. Na região oriental dos Llanos, há uma maior diversidade de línguas indígenas (cerca de 33) , embora faladas em menor proporção dentro das localidades étnicas e algumas em via de extinção. Entre estas línguas se encontram o chiriguano (o boliviano oriental) e o sambá (o boliviano ocidental). Assim, a Bolívia é o país com o maior número de línguas oficiais no mundo.

## Idiomas Oficiais da Bolívia
Conforme a Constituição Política do Estado, vigente desde 7 de fevereiro de 2009, data em que foi publicada pela Gaceta Oficial (órgão oficial do Estado destinado a registrar as leis e normas do Poder Executivo), o país reconhece como idiomas oficiais do Estado, além do castelhano, todos os idiomas das nações e povos indígenas, como reza o seu Artigo quinto:
Artigo 5.
I. São idiomas oficiais do Estado o castelhano e todos os idiomas das nações e povos indígenas originários campesinos, que são o aymara, araona, baure, bésiro, canichana, cavineño, cayubaba, chácobo, chimán, ese ejja, guaraní, guarasuawe, guarayu, itonama, leco, machajuyai-kallawaya, machineri, maropa, mojeño-trinitario, mojeño-ignaciano, moré, mosetén, movima, pacawara, puquina, quechua, sirionó, tacana, tapiete, toromona, uruchipaya, weenhayek, yaminawa, yuki, yuracaré e zamuco.
II. O Governo plurinacional e os governos departamentais devem utilizar ao menos dois idiomas oficiais. Um deles deve ser o castelhano, e o outro se decidirá tomando em conta o uso, a conveniência, as circunstâncias, as necessidades e preferências da população em sua totalidade ou do território em questão. Os demais governos autônomos devem utilizar os idiomas próprios de seu território, e um deles deve ser o castelhano.— Constituição Política do Estado - Bolívia

### Lista de línguas

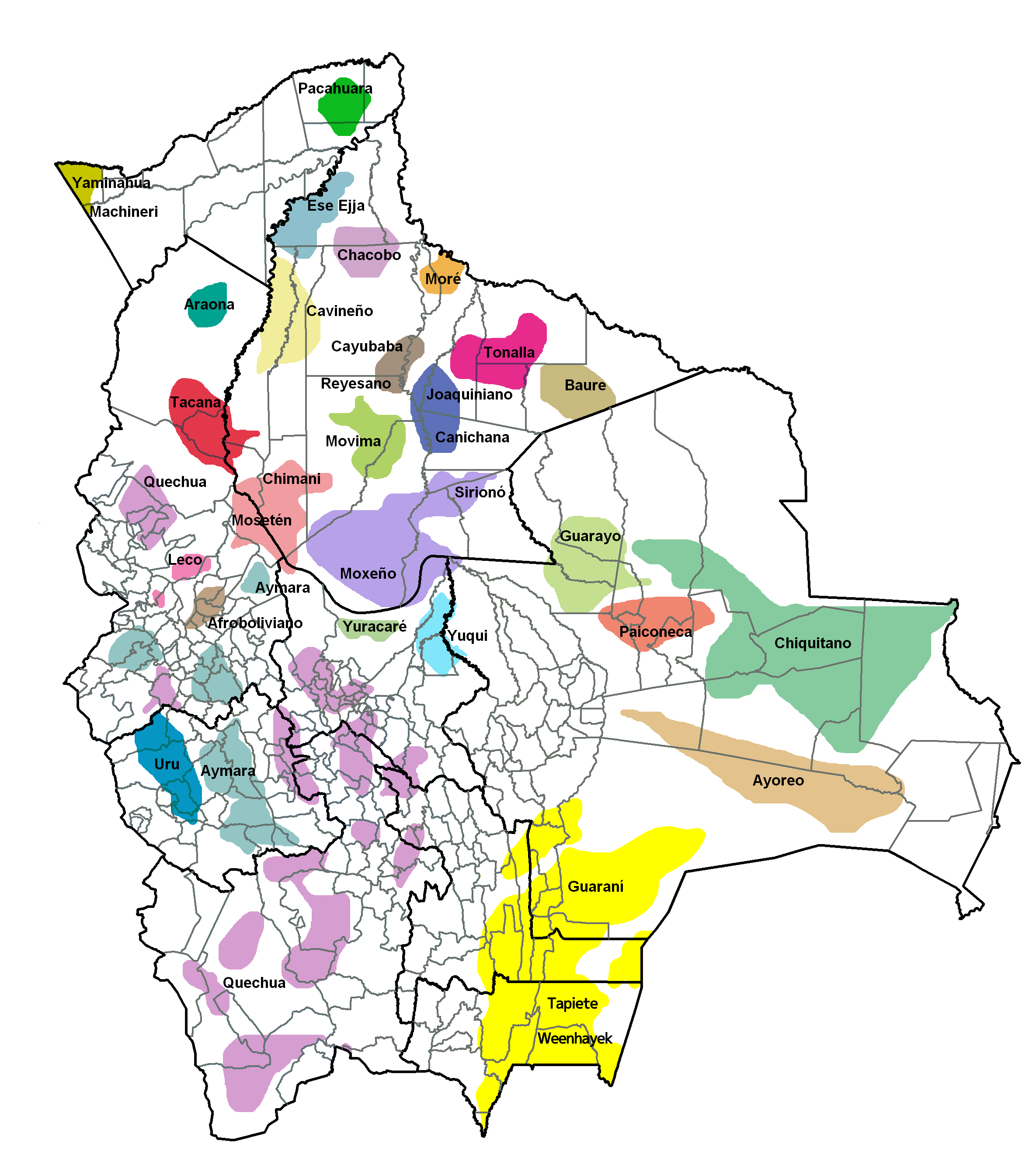
Mapa de localização dos povos originários da Bolívia

São, portanto, idiomas oficiais do Estado Boliviano:
| Grupo         | Família      | População    |
| ------------- | ------------ | ------------ |
| Araona        | Tacana       | 81 (90)      |
| Ayoreo        | Zamucana     | 771          |
| Bauré         | Arawak       | 13 (630)     |
| Canichana     | (Aislada)    | 3 (583)      |
| Cavineño      | Tacana       | 1180 (5058)  |
| Cayubaba      | (Aislada)    | 2 (800)      |
| Chácobo       | Pano         | 550 (770)    |
| Chimané       | Mosetena     | 4000 (5900)  |
| Chiquitano    | (Aislada)    | 5855 (47000) |
| Chiriguanos   | Tupi         | 33670        |
| Ese Ejja      | Tacano       | 225 (584)    |
| Guarasugwe    |              |              |
| Guarayo       | Tacano       | 5900         |
| Itonama       | (Aislada)    | 10 (5000)    |
| Joaquiniano   | (Aislada)    |              |
| Leco          | (Aislada)    | 50 (80)      |
| Machineri     | Arawak       | 140          |
| Maropa        | Tacano       | 10 (4118)    |
| Moré          | Chapacura    | 76 (200)     |
| Moseté        | Moseteno     | 750          |
| Movima        | (Aislada)    | 1450         |
| Moxeño        | Tupi         |              |
| Nahua (etnia) | Pano         |              |
| Pacahuara     | Pano         | 18           |
| Sirionó       | Tupi         | 400          |
| Takana        | Tacana       | 1180 (1736)  |
| Toromona      |              | 25-200       |
| Yaminahua     | Pano         | 137          |
| Yuqui         | Tupi         | 125          |
| Yuracaré      | (Aislada)    | 2675         |
| Guaraní       | Tupi         |              |
| Tapieté       | Tupi         | 70           |
| Weenhayek     | Mascoyano    | 1800         |
| Aymara        | Aimara       |              |
| Chipaya       | Uru-chipaya  | 1000         |
| Kallawaya     | Língua mixta |              |
| Quechua       | Quechua      | 2400000      |
| Uru           | Uru-chipaya  | 2 (500)      |

Os números sem parênteses são os falantes da língua indígena e os números com parênteses referem-se à população total do grupo étnico.

### Vocabulário
Comparação lexical de várias línguas indígenas faladas na área linguística Mamoré-Guaporé da Bolívia:
| Português  | canoa  | olho      | lenha       | casa  | lua          | chuva   | fumaça    | estrela  | sol      | água    | onça      | chicha  | milho    | mandioca |
| ---------- | ------ | --------- | ----------- | ----- | ------------ | ------- | --------- | -------- | -------- | ------- | --------- | ------- | -------- | -------- |
| Itonama    | okoni  | uxkʔururu | ubari       | uku   | tyaxkaʔkaxka | itye    | ukuʔtya   | okitʃʔi  | wapatʃʔa | wanuʔwe | utyu      | uʔwaba  | udame    | tʃamaye  |
| Cayubaba   | dapa   | xokore    | dore        | ñíka  | rare         | dabo    | naamo     | rauwawa  | maka     | kita    | yedawa    | weiki   | hiki     | daduhu   |
| Movima     | xuːve  | tʃoːra    | koʔo        | roːya | yextʃo       | luʔluʔu | buxru     | didinkwa | tinno    | toːmi   | rulrul    | poʔso   | kwaxtaʔa | hinała   |
| Yurakaré   | poxore | tanti     | kummæ       | sibbæ | ʃuwi         | maʃita  | bombo     | puʃitʃe  | puyni    | samma   | samu      | xarru   | tʃilli   | ñowwo    |
| Mosetén    | kasko  | wex       | sõn         | akaʔ  | ĩwã          | añe     | xĩʔsã’    | õrĩtyãʔ  | tsiːn    | õxñĩʔ   | ĩtsĩkĩ    | ʃokdyeʔ | tyãrãʔ   | oʔyi     |
| Leko       | pele   | siri      | hamo        | won   | kurea        | esa     | muswa     | polea    | hena     | doa     | polo      | kathi   | ta       | ke       |
| Chiquitano |        | sitox     | bapix hsues | pox   | panx         | tax     | naunsixh  | nostoñes | sux      | tux     | nuityimix | naxixh  | noseox   | tabax    |
| Baure      | yaʃor  | nikis     | yakis       | pari  | kihɛr        | sowon   | kotisokon | wahis    | sɛs      | in      | ʃowekon   | marok   | tʃoros   | kahap    |
| Cavineña   | kwaba  | yatuka    | kwati       | etare | badi         | nei     | wani      | purari   | iheti    | ena     | iba       | tupari  | ihike    | kwawe    |
| Chácobo    | noti   | biro      | karo        | ʂobo  | oʂi          | oi      | koʔini    | wiʃtima  | bari     | jini    | kamano    | jini    | ʂiki     | atsa     |
| Yuki       | near   | resa      | tata        | tai   | yasi         | ixoi    | tetatʃi   | yasiriri | tẽda     | i       | yagua     | kiagõ   | ibatʃi   | dio      |